# Aldegrever-Gymnasium
Das Aldegrever-Gymnasium ist ein städtisches Gymnasium in Soest (Westfalen). Es ist eine Europaschule und eine Stützpunktschule des DFB.

## Geschichte
Das Aldegrever-Gymnasium wurde am 27. Januar 1868 als „Schüler-Züchtigungs-Anstalt“ gegründet. Die erste Klasse hatte 29 Schüler. Die Gründung erfolgte vor allem, weil man mit der beginnenden Industrialisierung eine naturwissenschaftliche Grundausbildung benötigte. Man hielt eine humanistische Ausbildung mit guten lateinischen und griechischen Sprachkenntnissen für unverzichtbar. In den Jahren nach 1871 wurde die Schule vom Kulturkampf erfasst. Es wurde über die konfessionelle Zusammensetzung des Schul-Kuratoriums, über die Anmietung des ersten Schulgebäudes, dem späteren Küsterhaus der Hohne-Pfarrei, und über die Zusammenlegung der katholischen und städtischen Rektoratschule, die 1874 erfolgte, gestritten.
1925 wurde die Rektoratsschule in eine Realschule umgewandelt. 1928 wurde sie Oberrealschule. Seit 1928 unterhält sie in eigener Trägerschaft ein Schullandheim am Möhnesee. Außerdem besitzt sie eine einzigartige Gesteinssammlung. Im Eingangsbereich des Altbaus der Schule findet sich eine Opakglas-Mosaikwand aus dem Jahre 1957 vom Soester Künstler Hans Kaiser. Das Gymnasium ist nach Heinrich Aldegrever (* 1502 in Paderborn; † zwischen 1555 und 1561 in Soest), dem bedeutenden deutschen Kupferstecher, Maler und Siegelschneider, benannt, der in Soest wirkte.

## Gesteinssammlung
Die Gesteinssammlung des Aldegrever-Gymnasiums in Soest gehört zu den größten öffentlichen Gesteinssammlungen Nordrhein-Westfalens. Sie umfasst über 2000 registrierte Mineralien, Gesteine und Fossilien sowie 1000 nicht registrierte Steine. Zurzeit wird die Gesteinssammlung von einer kleinen Gruppe von Schülern betreut.
Die Gesteinssammlung wurde einst von den zwei Lehrern Hugo Lübeß und Heinrich Scheele zwischen 1951 und 1968 durch den Tausch und Ankauf von Gesteinen, Mineralien und Fossilien aus den verschiedensten Kontinenten aufgebaut. Während dieses Zeitraums wuchs die Anzahl der Stücke täglich. Mit der Zeit wurden immer neue Vitrinen aufgebaut.

## Heutige Situation
Die Zahl der Schüler betrug im Jahre 2005 950, die der Lehrer 64. Durchschnittlich besuchen 28 Schüler eine Klasse.
1996 gewannen Schülerinnen der Stufen 6 bis 10 den Bundeswettbewerb Fremdsprachen Französisch. In früheren Schuljahren wurden erste und zweite Preise in den Fächern Französisch, Englisch, Latein und evangelischer Religion gewonnen. 2001 gewannen Schüler der Stufe 10 für einen Multimediabeitrag in französischer Sprache Preise der Firma Siemens und beim Wettbewerb der „Zukunft IT“. Die Bezirksregierung Arnsberg verlieh an die Schülerprojekte „Pennäler powern Pensionäre“ und „Schüler, Mitbürger, Solidarität (SMS)“ Preise. 2008 wurde das Gymnasium Europaschule.

## Partnerschaften
Die Schule unterhält Schulpartnerschaften mit Schulen in Ipswich, Roncq, Compiègne, Haddonfield (USA) und Riga. Sie unterstützt eine Schule in Albanien.

## Persönlichkeiten, die hier zur Schule gegangen sind
- Volker Dringenberg (* 1972 in Lübeck), Rechtsanwalt und MdL Sachsen (AfD)
- Carsten Gockel (* 26. April 1973), Fußballspieler und Trainer (Preußen Münster)
- Dieter Hecking (* 12. September 1964), Fußballspieler und Trainer
- Marcel Machill (* 22. Juli 1968), Medienwissenschaftler, Publizist und Hochschullehrer
- Ingrid Matthäus-Maier (* 1945 in Werlte), Juristin und MdB (FDP/SPD), 1988–1999 stellv. Vorsitzende der SPD-Bundestagsfraktion
- Helge Potthast (* 1942 in Hohenlychen), Sohn von Heinrich Himmler, Schüler 1952–1953
- Jörg Rocholl (* 16. Juli 1973 in Soest), Wirtschaftswissenschaftler, Präsident der internationalen Wirtschaftshochschule ESMT, stellv. Vorsitzender des Wissenschaftlichen Beirats beim Bundesministerium der Finanzen
- Michael Sagurna (* 1955 in Paderborn, Schüler von 1966 bis 1975), 2007–2008 Chef der sächsischen Staatskanzlei
- Elmar Schenkel (* 28. August 1953 in Hovestadt), Schriftsteller, Übersetzer und 1993–2019 Professor für Literatur an der Universität Leipzig.
- Birgit Schönau (* 1966 in Hamm), Freie Journalistin, Schwerpunkt Italien (Die Zeit,  Süddeutsche Zeitung)
- René Schulthoff (* 1972 in Erwitte), Journalist, Reporter und Redakteur
- Dirk Schümer (* 1962), Journalist (Frankfurter Allgemeine Zeitung)
- Ferdi Schüth (* 8. Juli 1960, Schüler von 1970 bis 1978) Chemiker (Leibniz-Preisträger 2003)
- Rolf Sethe (* 22. April 1960, Schüler von 1971 bis 1980), Jurist (Ars-legendi-Preisträger 2007)
- Pete Smith (* 21. August 1960, Schüler von 1971 bis 1980), Schriftsteller
- Ingo Sommer (* 12. Juni 1942 in Paderborn, Schüler von 1952 bis 1960), Architekturhistoriker, Professor für Baugeschichte, Mitglied der Preußischen Historischen Kommission
- Martin Stiassny (* 9. Juli 1943 in Berlin), Präsident der Europäischen Go Föderation (EGF)
- Ulrich Wahn (* 21. Juli  1945 in Hovestadt), Kinderarzt und Pneumologe, Professor und Direktor der Klinik für Pädiatrische Pneumologie und Immunologie an der Charité Berlin

## Mit der Lehre an der Schule verbundene Persönlichkeiten
- Hans Heyer, Sänger im Soester Madrigal Syndikat, ehemaliger Lehrer (bis 2014)
- Hans Kaiser, Künstler, unterrichtete kurzzeitig an der Schule
- Hugo Lübeß, Archivar und Heimatforscher, ehemaliger Lehrer
- Anton Rüther, Fußballspieler (Arminia Bielefeld), ehemaliger Lehrer
- Kurt Schaumann, Filmemacher, ehemaliger Lehrer